# Bengala (razzo)

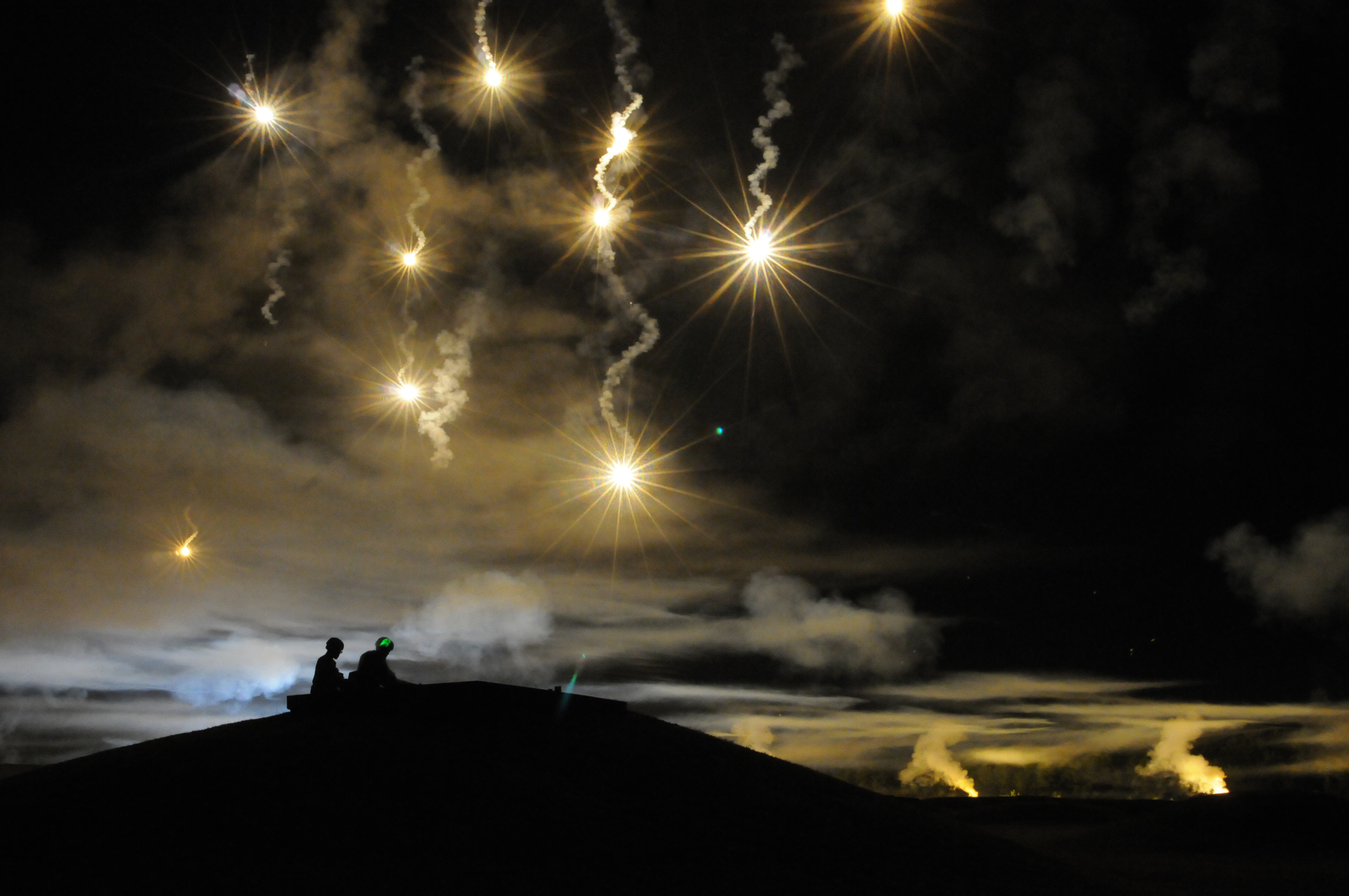
Lancio di bengala durante un'esercitazione dell'esercito statunitense per illuminare la notte

Un bengala è un tipo di razzo pirotecnico che produce una luce brillante o un calore intenso senza un'esplosione. I razzi vengono utilizzati per segnalazioni di soccorso, illuminazione o contromisure difensive in applicazioni civili e militari. I razzi possono essere pirotecnici a terra, pirotecnici a proiettile o sospesi con paracadute per fornire il massimo tempo di illuminazione su una vasta area. I proiettili pirotecnici possono essere lanciati da aerei, sparati da razzi o artiglieria o sparati da pistole lanciarazzi o tubi a percussione portatili.
I bengala non vanno confusi con i flare, dispositivi usati sui velivoli militari per ingannare, emettendo raggi infrarossi, il sistema di guida dei missili con testata a ricerca di calore.

## Storia

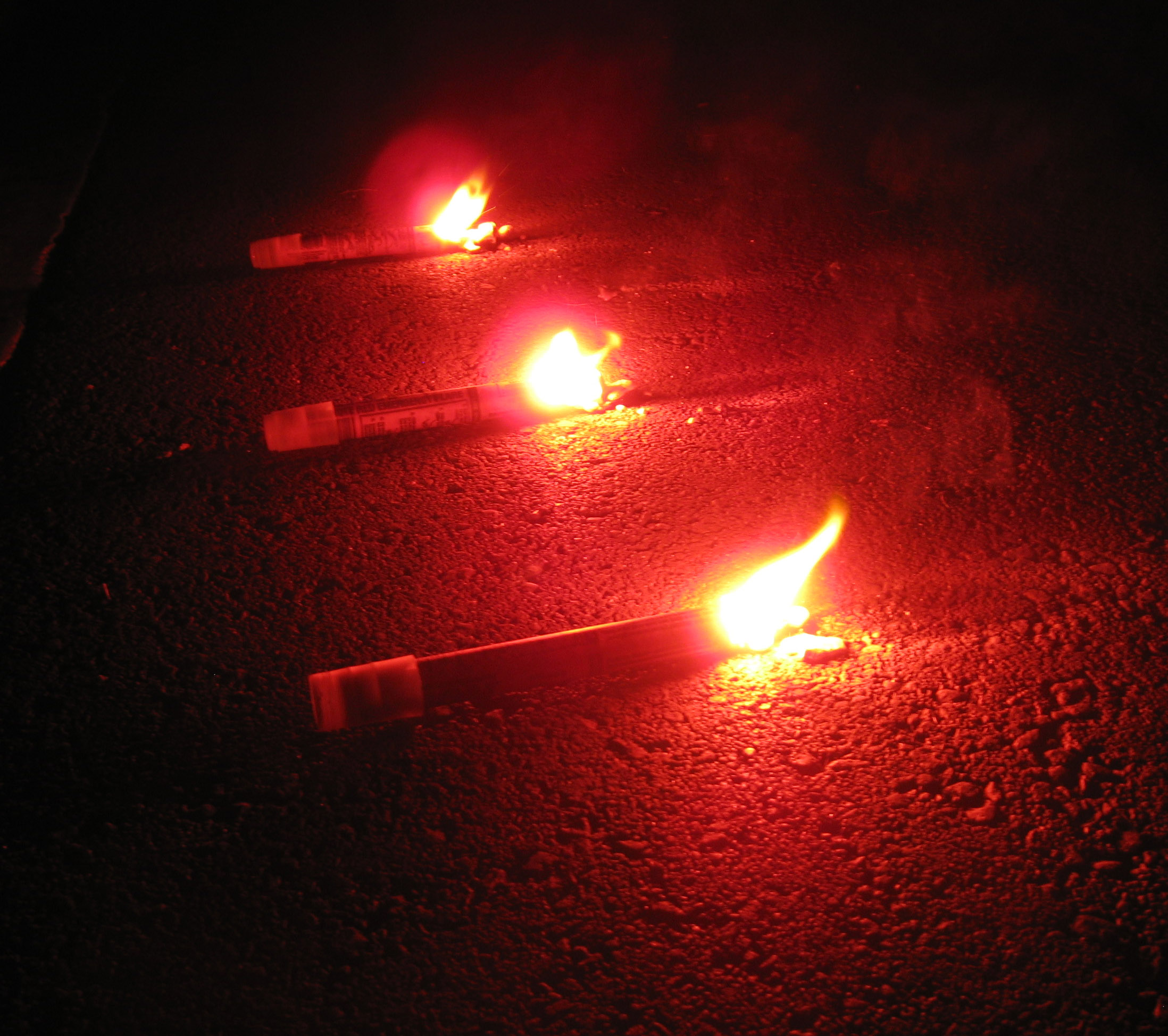
Tre bengala per la segnalazione stradale

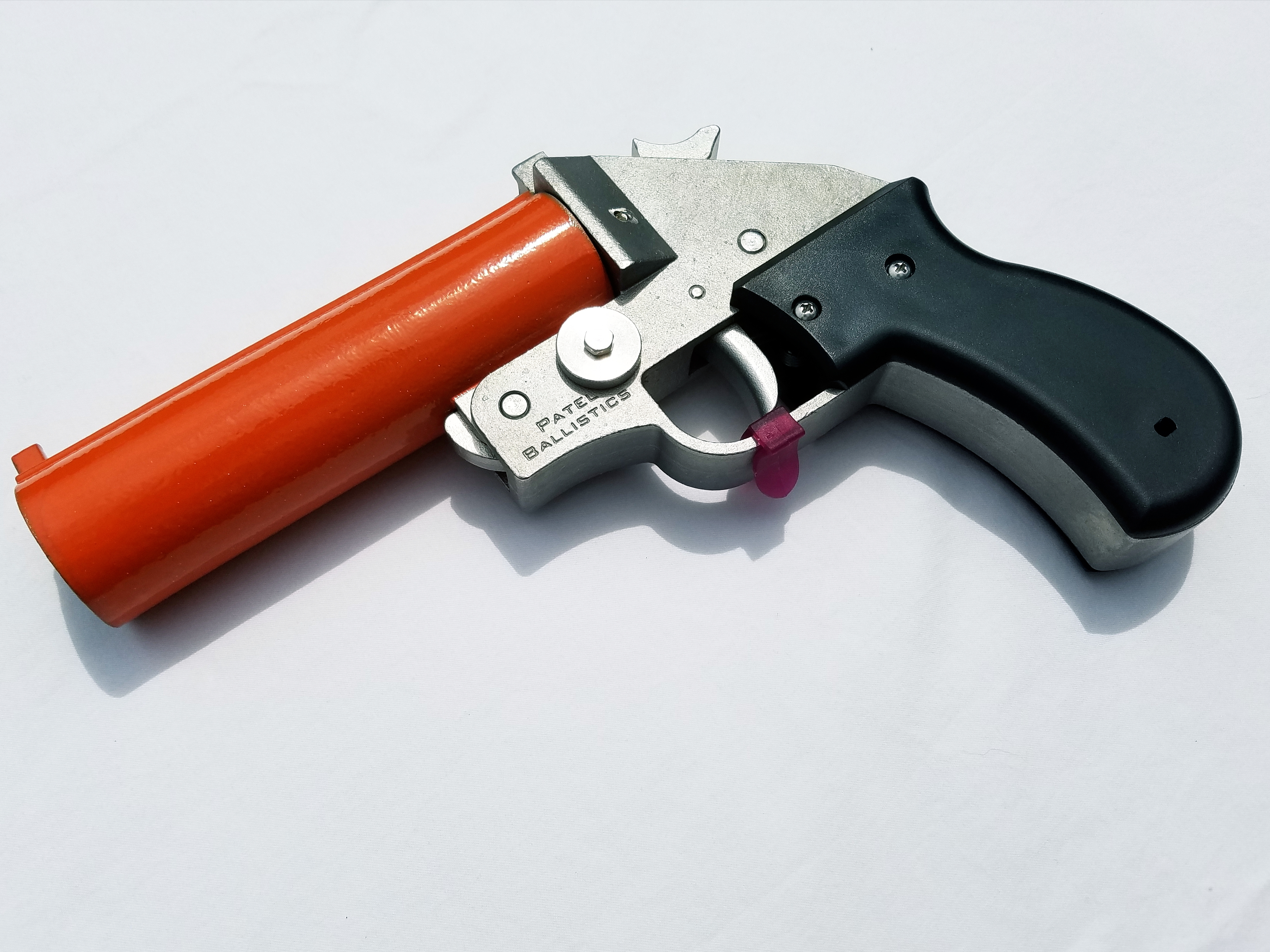
Una convenzionale pistola a razzi. Questo particolare modello usa bengala da 26.5mm.

Il primo uso documentato della polvere da sparo per scopi di segnalazione fu la "bomba segnale" usata dalla dinastia Song cinese quando la dinastia Yuan guidata dai mongoli assediò Yangzhou nel 1276. Queste bombe a guscio morbido, programmate per esplodere a mezz'aria, venivano utilizzate per inviare messaggi a un distaccamento di truppe molto lontano. Un'altra menzione del razzo di segnalazione appare in un testo del 1293 che ne richiedeva la raccolta tra quelle ancora conservate nello Zhejiang. Una pistola di segnalazione appare in Corea nel 1600. La Wu I Thu Phu Thung Chih o Enciclopedia militare illustrata scritta nel 1791 raffigura una pistola di segnalazione in un'illustrazione.
Il nome bengala deriva dall'omonima regione dell'India dove un tempo venivano usati segnali illuminanti nella caccia alla tigre.

## Chimica
I bengala producono la loro luce attraverso la combustione di una composizione pirotecnica. Gli ingredienti sono vari, ma spesso a base di nitrato di stronzio, nitrato di potassio o perclorato di potassio e miscelati con un combustibile come carbone, zolfo, segatura, alluminio, magnesio o una resina polimerica adatta. I bengala possono essere colorati mediante l'inclusione di coloranti pirotecnici. I razzi contenenti calcio sono usati sott'acqua per illuminare gli oggetti sommersi.

## Movimento contro le fiammate di perclorato
Molti razzi di segnalazione colorati in servizio e razzi di richiamo spettralmente bilanciati contengono ossidanti perclorato. Il perclorato, un tipo di sale nella sua forma solida, si dissolve e si muove rapidamente nelle acque sotterranee e superficiali. Anche a basse concentrazioni nelle forniture di acqua potabile, è noto che il perclorato inibisce l'assorbimento di iodio da parte della ghiandola tiroidea. Per esempio, negli Stati Uniti sebbene attualmente non esistano standard per l'acqua potabile per il perclorato, alcuni stati hanno stabilito obiettivi di salute pubblica o livelli di azione, e alcuni sono in procinto di stabilire i livelli massimi statali di contaminanti. Ad esempio, la US Environmental Protection Agency ha studiato l'impatto del perclorato sull'ambiente e sull'acqua potabile. La California ha anche pubblicato una guida sull'uso del perclorato.

## Uso civile

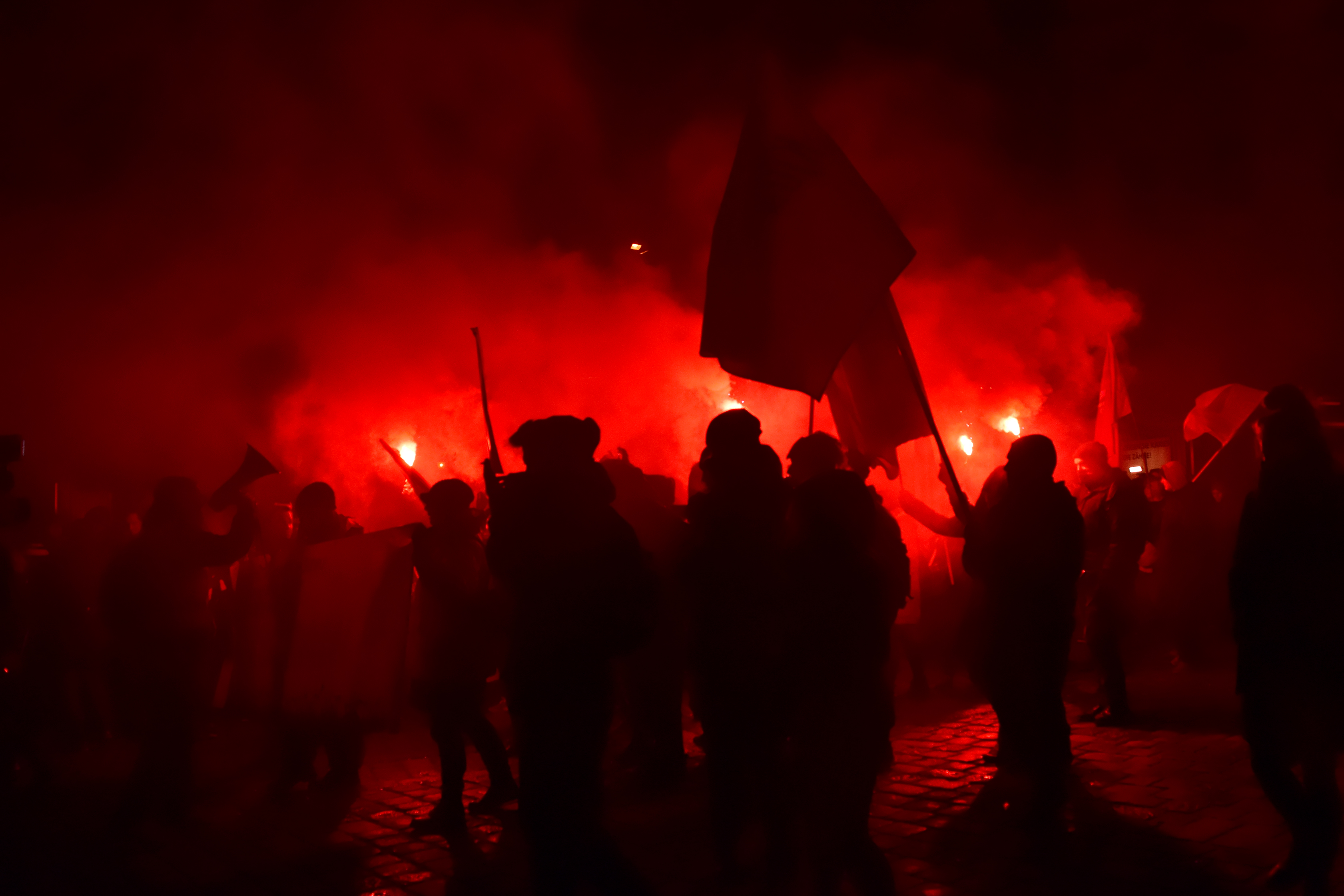
Bengala rossi usati in una dimostrazione a Vienna

Nel mondo civile, i razzi sono comunemente usati come segnali e possono essere accesi a terra o sparati come segnale aereo da una pistola lanciarazzi, o lanciati da un tubo autonomo. I razzi si trovano comunemente nei kit di sopravvivenza marina.

### Segnale di soccorso marittimo
I razzi rossi, inviati come razzi o tenuti in mano, sono ampiamente riconosciuti come un segnale di soccorso marittimo.
La Convenzione internazionale per la salvaguardia della vita umana in mare (SOLAS) ha standard per i segnali visivi, compresi i razzi portatili e aerei. I bengala portatili devono bruciare per almeno 1 minuto con una luminosità media di 15 000 candele, mentre i bengala aerei devono bruciare per almeno 40 secondi con una luminosità media di 30 000 candele; entrambi dovrebbero bruciare di un colore rosso brillante. Le nazioni che sono membri della SOLAS richiedono alle navi di portare a bordo segnali visivi. 

## Miccia

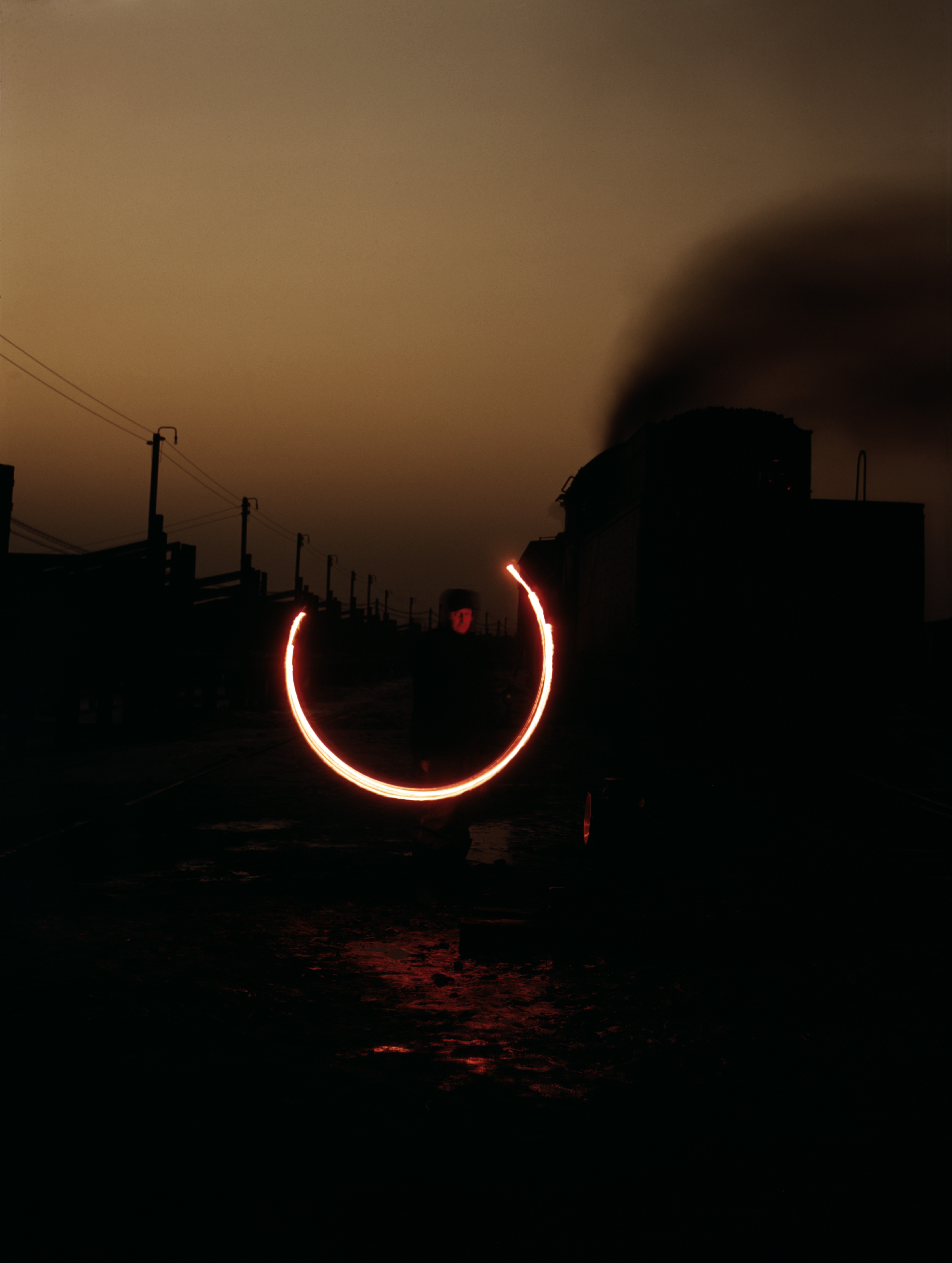
Utilizzo di un bengala per segnalare "stop".

Un altro tipo di bengala è la miccia, che brucia per un tempo che va dai 5 ai 60 minuti con una luce rossa brillante. Le micce sono comunemente usate per indicare ostacoli o consigliare cautela sulle strade di notte; in questo uso sono anche chiamati razzi stradali o razzi a terra. Si trovano comunemente nei kit di emergenza stradale.
Le micce sono anche note come razzi ferroviari e sono comunemente usate per eseguire segnali manuali nelle applicazioni di trasporto ferroviario. Poiché possono essere utilizzate una sola volta, le micce oggigiorno sono generalmente destinate ad un uso di emergenza (al contrario delle lanterne, tipicamente utilizzate durante le normali condizioni di esercizio). Tuttavia, nei tempi precedenti alle comunicazioni radio dei treni, le micce venivano usate per tenere separati i treni in un territorio oscuro. Una miccia della ferrovia veniva programmata per bruciare per dieci minuti e un certo numero di esse veniva lasciato dietro un treno per garantire una distanza di sicurezza. Se un treno successivo incontrava una miccia in fiamme, non doveva passare fino a quando essa non bruciava completamente. Le micce realizzate appositamente per l'uso ferroviario possono essere distinte dai bengala stradali da una punta d'acciaio affilata a un'estremità, utilizzata per incorporare il fusibile in posizione verticale in una traversina di legno.
Nella selvicoltura e nella lotta antincendio, le micce sono talvolta utilizzate nella soppressione degli incendi boschivi e nell'accensione di incendi controllati. Si accendono a 191 °C e bruciano fino a 1 600 °C. Sono particolarmente efficaci nell'innesco di accensione in condizioni molto secche, ma non così efficaci quando le condizioni del carburante sono umide. Poiché gli incendi controllati vengono spesso eseguiti durante livelli di umidità relativamente elevati (per il motivo che non potrebbero essere contenuti in modo sicuro durante i periodi di umidità molto bassa), la torcia a goccia è più efficace ed è quella utilizzata più spesso. Le micce sono anche comunemente trasportate dai vigili del fuoco boschivi per uso di emergenza, per accendere un fuoco di fuga negli incendi.
Il fosfuro di calcio viene spesso utilizzato nei razzi navali, in quanto a contatto con l'acqua libera fosfina che si autoinfiamma a contatto con l'aria; viene spesso utilizzato insieme al carburo di calcio che rilascia acetilene.
Le forze dell'ordine possono anche utilizzare i razzi (sia appoggiati su un bipede che distesi) per segnalare i pericoli del traffico o che una strada è bloccata, spesso come un sostituto più visibile per i coni stradali. Le forze dell'ordine negli Stati Uniti di solito usano razzi a base di magnesio che durano da 15 a 30 minuti.

## Uso militare

### Bengala di segnale marittimo
Nel 1859, Martha Coston brevettò il bengala Coston basato sui primi lavori del defunto marito Benjamin Franklin Coston. È stato ampiamente utilizzato dalla Marina degli Stati Uniti durante la guerra di secessione americana e dal Servizio di salvataggio degli Stati Uniti per fare segnali ad altre navi e a terra.

### Illuminazione
Nel 1922, un "bengala di atterraggio" era una candela aerea attaccata a un paracadute e utilizzata per l'atterraggio di un aereo al buio. Il bengala bruciava per meno di 4 minuti e la potenza era di circa 40 000 lumen.

### Contromisura
Una speciale varietà di razzi viene utilizzata negli aerei militari come contromisura difensiva contro i missili a ricerca di calore. Non sono dei bengala, bensì razzi che vengono solitamente scaricati individualmente o in salve dal pilota o automaticamente da dispositivi di allerta di coda, e sono accompagnati da vigorose manovre evasive. Poiché hanno lo scopo di ingannare i missili a infrarossi, questi bagliori bruciano a temperature di migliaia di gradi, incandescenti anche nello spettro visibile.